# Великий Мидск
Великий Мидск (укр. Великий Мидськ) — село в Костопольской городской общине Ровненского района Ровненской области Украины.
До 2020 года входило в Костопольский район.
Население по переписи 2001 года составляло 911 человек. Почтовый индекс — 35012. Телефонный код — 3657. Код КОАТУУ — 5623480401.